# La Vieille Taupe
La Vieille Taupe (en español El Viejo Topo) fue una librería de ultraizquierda dirigida por un colectivo militante del mismo nombre, inaugurada en París en septiembre de 1965. Esta librería cerró en 1972. El nombre se utilizó entonces, a partir de 1979, para una editorial negacionista, dirigida por un antiguo miembro de la librería.
El nombre proviene de una cita ampliamente utilizada de Karl Marx sobre la revolución, que es una repetición de una frase de Hegel que cita Hamlet de Shakespeare. Rosa Luxemburgo había dado este nombre a un texto de 1917.

## Historia (1965-1972)
La librería La Vieille Taupe fue inaugurada por Pierre Guillaume en París en 1965. A él se unió Jacques Baynac en 1966. En el otoño de 1967, después de la ruptura de este último con el movimiento Pouvoir Ouvrier, seguido de un puñado de jóvenes activistas, La Vieille Taupe se convirtió en un grupo de reflección informal donde encontramos a François Cerutti (más conocido bajo el seudónimo de François Martin), Bernard Ferry y Americo Nunes da Silva. Este grupo “está interesado en la disidencia de la extrema izquierda” y “[se baña] luego en el movimiento del Socialismo o Barbarie y la Internacional Situacionista”.
En 1967, Pierre Guillaume relanzó la publicación de Cahiers Spartacus con René Lefeuvre y compró el fondo Costes, editor de Marx antes de la guerra. La Vieille Taupe podía, por tanto, distribuir textos raros de la ultraizquierda, desde el luxemburguismo hasta la Internacional Situacionista. Los acontecimientos de mayo de 1968 dieron al grupo de La Vieille Taupe la oportunidad de participar en el comité de profesores del Censier y contribuyeron brevemente a la prosperidad de la librería.
La librería continuó como foco de actividad ultraizquierdista hasta su cierre en 1972. En 1973 La Vieille Taupe publicó "La gauche allemande: Textes du KAPD, de L'AAUD, de L'AAUE et de la KAI (1920-1922)" con La Vecchia Talpa (Nápoles) e Invariance.

## La otra Vieille Taupe
En 1979, Pierre Guillaume se acercó a Gérard Lebovici con una propuesta para publicar el texto de negación del Holocausto Le Mensonge d'Ulysse del francés Paul Rassinier. La negación del Holocausto se define como todo discurso y propaganda que niega la realidad histórica y el alcance de la exterminación de judíos por parte de los nazis y sus cómplices durante la Segunda Guerra Mundial, denominada Holocausto o Shoah. Los 4 principales de los negacionistas del Holocausto son:
- Auschwitz no era un sitio de exterminio (Auschwitz no fue un campo de exterminio, sino un campo de trabajos forzados y el genocidio judío perpetrado por los nazis es "la mayor y más persistente mentira de la historia".[4])
- La documentación fue fabricada
- Muchos judíos no murieron, se fueron
- Las confesiones no son válidas.

Paul Rassinier fue uno de los fundadores de la escuela «revisionista» que afirmó que durante la Segunda Guerra Mundial murieron sólo entre 500.000 y un millón de judíos, la mayoría de ellos debido a sus malas condiciones físicas y en forma gradual, no sistemáticamente exterminados por los nazis.
En este libro, Paul Rassinier asumió la existencia de las cámaras de gas en los campos de concentración, pero cuestionó el número de víctimas, ya que él mismo nunca había visto una cámara de gas ni siquiera matanzas en una y tampoco, como dice, tener a sus compañeros de prisión, aunque algunos así lo afirmaron después. Por ejemplo, escribe: «¿Mi opinión sobre las cámaras de gas? Hubo algunos, pero no tantos como se cree. También se produjeron destrucciones por este medio, pero no tantas como se dice. El número ciertamente no disminuye su carácter aterrador, pero el hecho de que sea un acto ordenado por un estado en nombre de una filosofía o doctrina aumentaría mucho ese carácter. ¿Debe admitirse que fue así? Es posible, pero no seguro. La relación de causa y efecto entre la presencia de las cámaras de gas y los exterminios no ha sido establecida con absoluta certeza por los textos publicados por Eugen Kogon, y me temo que los demás a los que se refiere sin citarlos no se consolidan menos.»
Lebovici se negó, por lo que en 1980 Guillaume relanzó La Vieille Taupe como una editorial negacionista. El libro de Rassinier fue el primero que se publicó. Muchos de los antiguos asociados de Guillaume deploran que reutilice el nombre para un propósito que consideran completamente contrario a su anterior participación. Algunos también consideran obscena la sugerencia de Guillaume de que Guy Debord era un negacionista secreto. Algunas personas ven el negacionismo de ultraizquierda como evidencia de que la ultraizquierda y la ultraderecha son muy similares: el encuentro de los extremos. Sin embargo, la mayoría de los activistas de ultraizquierda se distanciarían de todas las formas de negacionismo y considerarían el desarrollo más reciente de Guillaume como un triste declive.